# مک‌کلالن پارک (کالیفرنیا)
مک‌کلالن پارک (به انگلیسی: McClellan Park) یک منطقهٔ مسکونی در ایالات متحده آمریکا است که در شهرستان ساکرامنتو، کالیفرنیا واقع شده‌است. مک‌کلالن پارک ۱۰٫۴۹۰ کیلومتر مربع مساحت و ۷۴۳ نفر جمعیت دارد و ۲۱٫۰۳ متر بالاتر از سطح دریا واقع شده‌است.